# Peleas y Melisande
Peleas y Melisande (título original en francés Pelléas et Mélisande) es una ópera en cinco actos con música de Claude Debussy, y libreto en francés del mismo compositor y Maurice Maeterlinck, sobre la obra de teatro homónima de este último. Fue estrenada el 30 de abril de 1902 en la Opéra-Comique de París, con Mary Garden y Jean Périer en los papeles principales. En España se estrenó el 1919, en el Teatro Tívoli (Barcelona).

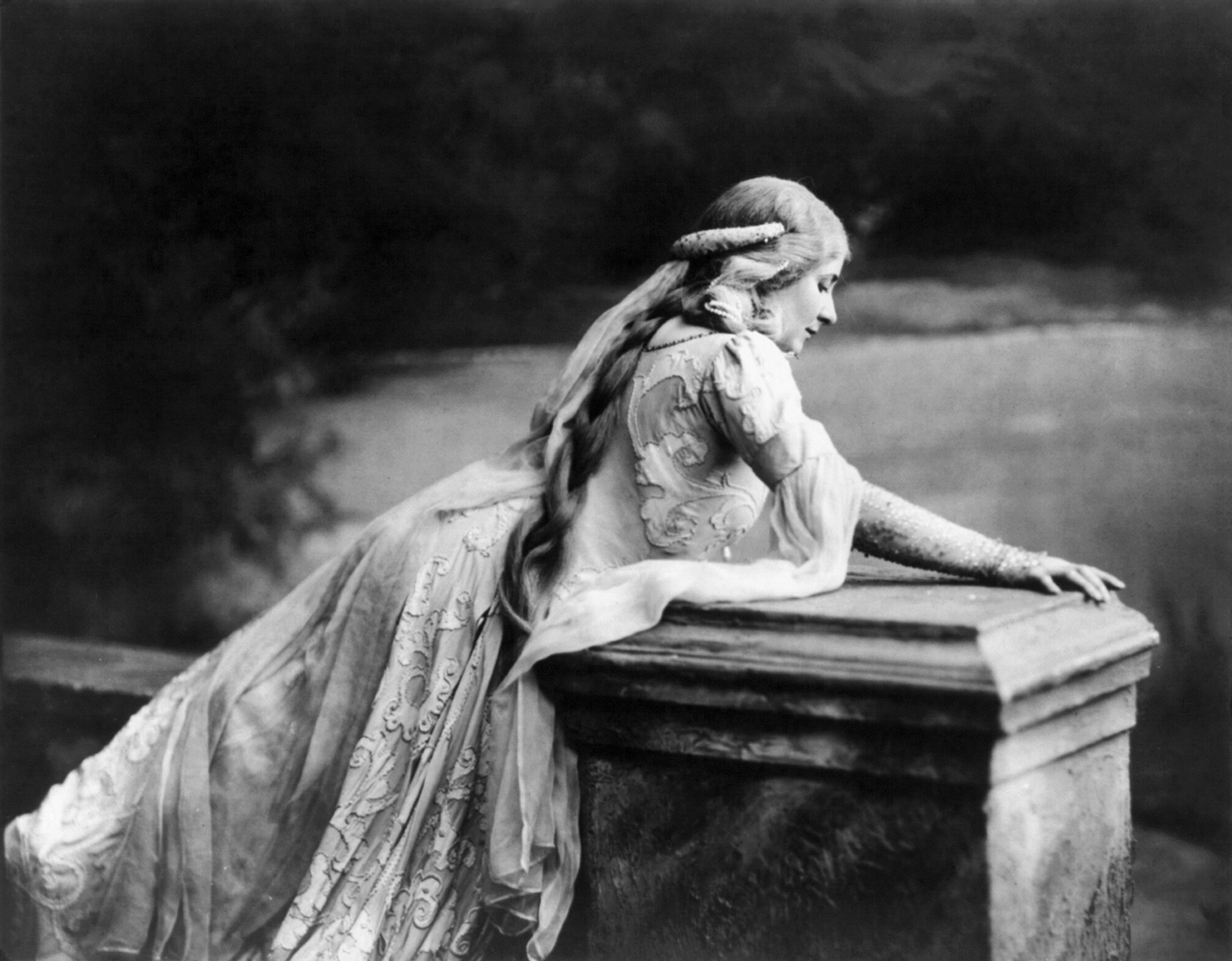
Mary Garden como Mélisande.

La ópera describe un apasionado triángulo amoroso entre Pelléas, su hermano Golaud y la extraña Mélisande. Está ambientada en un reino imaginario llamado Allemonde. No hay referencias temporales, aunque su arcaísmo sugiere que transcurre en la Edad Media.
El drama está basado en la trágica historia de Paolo Malatesta y Francesca de Rímini, casada con el hermano de Paolo, que fue evocada poéticamente por Dante Alighieri en el Canto V de la Divina comedia.

## Historia
El 17 de mayo de 1893, el teatro de los «Bouffes Parisiens» presentó el drama Pelléas et Mélisande, del dramaturgo belga Maurice Maeterlinck. En 1891, Debussy había solicitado, infructuosamente, el permiso para emplear La Princesse Maleine, otra de las obras teatrales de este autor, como libreto de ópera. Aunque el estreno parisino de Pelléas no tuvo éxito, Debussy encontró en él el libreto adecuado y Maeterlinck aprobó que lo utilizara en una carta del 8 de agosto de aquel año, fecha en la que el músico ya había esbozado algunos fragmentos de la futura ópera; el primero de ellos fue la escena de la confesión. La composición de la ópera avanzó entre 1897 y 1900, años en los que además presentó algunos fragmentos en audiciones privadas.
En 1898, Albert Carré, director de la Opéra-Comique, había aceptado la representación de la obra, pero hasta el 5 de mayo de 1901 no se comprometió formalmente a incluirla entre las representaciones de la temporada siguiente. Tanto el ensayo general (28 de abril de 1902) como el estreno definitivo (30 de abril) fueron tumultuosos, animados por las discrepancias entre el autor y el compositor. Durante el estreno el alboroto fue tal que la policía se vio obligada a intervenir. A la réplica de Mélisande, «No soy feliz» («Je ne suis pas heureuse»), toda la sala aulló, «Nosotros tampoco» («Nous non plus»). Debussy, atrincherado en el despacho del director, no quería ver a nadie. El director de orquesta, André Messager,  se deshizo en lágrimas hasta el final de la representación.
La obra suscitó la oposición furibunda de una parte de la crítica y de algunos compositores académicos —como Camille Saint-Saëns, Vincent d'Indy, Théodore Dubois— y la admiración de un grupo de artistas amigos y de parte del público que, progresivamente y tras sucesivas representaciones, acabaron por aceptarla. La incomprensión no empaño el éxito: «Pélléastras» y «contrapuntistas» se enfrentaron. D'Indy escribió: 

«Esta música no vivirá porque no tiene formas («Cette musique ne vivra pas car elle n'a pas de formes)».)

Debussy declaró:

«No creo en la omnipotencia de vuestro sempiterno do, re, mi, fa, sol, la, si, do. No hay que excluirlo, sino darle acompañamiento, desde la gama de seis tonos hasta la gama de veintiuno... con los veinticuatro semitonos contenidos en la octava, se tiene siempre a disposición acordes ambiguos que corresponden a treinta y seis tonos a la vez. («Je ne crois plus à l'omnipotence de votre sempiternel do, ré, mi, fa, sol, la, si, do. Il ne faut pas l'exclure mais lui donner de la compagnie depuis la gamme à six tons jusqu'à la gamme à vingt et un degrés... Avec les vingt-quatre demi-tons contenus dans l'octave, on a toujours à sa disposition des accords ambigus qui appartiennent à trente-six tons à la fois».)»

Algunas otras opiniones curiosas de alguno de sus contemporáneos, contrarias a la obra, fueron: «Esto no es música, no escucho nada de música aquí», de Richard Strauss; o «Esta música no me molesta más», de Mahler, en confidencia a su mujer Alma.
Esta ópera sigue en el repertorio, aunque no está entre las más representadas; en las estadísticas de Operabase aparece la n.º 82 de las cien óperas más representadas en el período 2005-2010, siendo la 8.ª en Francia y la primera de Debussy, con 48 representaciones.

## Personajes
| Personaje                                                                           | Tesitura                     | Elenco del estreno, 30 de abril de 1902 (Director: André Messager) |
| ----------------------------------------------------------------------------------- | ---------------------------- | ------------------------------------------------------------------ |
| Arkel, rey de Allemonde                                                             | bajo                         | Félix Vieuille                                                     |
| Geneviève, madre de Golaud y Pelléas                                                | contralto                    | Jeanne Gerville-Réache                                             |
| Golaud nieto de Arkel                                                               | barítono o bajo-barítono     | Hector-Robert Dufranne                                             |
| Pelléas, nieto de Arkel                                                             | barítono Martin              | Jean Périer                                                        |
| Mélisande                                                                           | soprano o mezzosoprano aguda | Mary Garden                                                        |
| Yniold, el joven hijo de Golaud                                                     | soprano o niño soprano       | C Blondin                                                          |
| Doctor                                                                              | bajo                         | Viguié                                                             |
| Pastor                                                                              | barítono                     |                                                                    |
| Marineros fuera de escena (coro masculino), mujeres sirviendo y tres pobres (mudos) |                              |                                                                    |

## Argumento

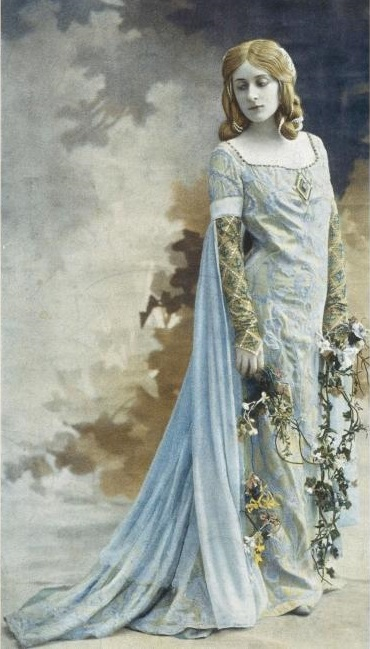
Mary Garden en el papel de Mélisande en la ópera de Claude Debussy Peleas y Melisande.

### Acto I
Escena 1. Un bosque.
Golaud, nieto de Arkel, rey de Allemonde, se ha perdido en el bosque mientras cazaba jabalíes. Junto a un riachuelo se encuentra con una bella joven que se niega a decirle más que su nombre, Mélisande. Golaud ve que bajo el agua hay una corona, pero la joven amenaza con ahogarse si intenta recuperarla. Comienza a anochecer, y Golaud la lleva con él.
Escena 2. Una sala del castillo.
Geneviéve, madre de Golaud, le lee una carta a Arkel de su hijo, en la que cuenta que se ha casado con Mélisande y pide permiso para volver al castillo con ella. Arkel lo acepta, a pesar de que le había arreglado una boda con la princesa Ursula. Aparece Pelléas, hermanastro de Golaud, y le pide a su abuelo que lo deje ir a ver a un amigo que está a punto de morir. Arkel le recuerda que su padre también está enfermo y que no debería irse del castillo. Luego le indica a Geneviève que ilumine una lámpara para indicarle a Golaud que puede volver al castillo.
Escena 3. Ante el castillo.
Geneviève y Mélisande pasean por los jardines del castillo, junto al mar. Mélisande confiesa que le afecta la falta de luz del castillo y del bosque, y Geneviéve le asegura que se acostumbrará. Aparece Pelléas y los tres bajan a contemplar el mar, donde ven zarpar del puerto al barco en el que vinieron Golaud y Mélisande. Geneviève se retira, y Pelléas ayuda a Mélisande a subir al castillo, y luego le anuncia que pronto se irá del castillo. Ella deja entrever que no quiere que se vaya.

### Acto II
Escena 1. Una fuente en el parque.
Pelléas y Mélisande pasean por el parque y llegan a la fuente de los ciegos. Mélisande se siente encantada con la fuente e intenta meter sus manos en el agua, pero solo moja su larga cabellera. Comienza a jugar con su anillo de bodas y cuando dan las campanadas de las doce del mediodía se le cae al agua por un descuido. Mélisande no sabe qué le dirá a Golaud y Pelléas le contesta «La verdad».
Escena 2. Una habitación del castillo.
Cuando llega Mélisande al castillo, encuentra a Golaud tendido en la cama, ya que se cayó del caballo justo al sonar las campanadas de las doce mientras cazaba. Mélisande se muestra preocupada y le dice a Golaud que no está feliz en el castillo. De pronto, Golaud ve que no lleva el anillo y Mélisande teme contarle la verdad y le dice que lo perdió en una gruta cerca del mar. Golaud le dice que vaya junto con Pelléas a buscarlo.
Escena 3. Ante una gruta.
Mélisande sabe que el anillo no está en la gruta, pero Pelléas le dice que debe conocerla para poder describir su interior si Golaud la interroga. De repente la luna asoma detrás de una nube iluminando la gruta, y ven que hay tres vagabundos durmiendo. Comienza a subir la marea y ambos se retiran llenos de angustia.

### Acto III
Escena 1. Una torre del castillo
Mélisande está peinando su largo cabello en la ventana de la torre mientras canta. Aparece Pelléas y le pide que se asome ya que se quiere despedir porque se va a la mañana siguiente. Al asomarse, su larga melena comienza a deslizarse llegando hasta Pelléas que la ata a un árbol cercano para retenerla. Aparece Golaud y viendo lo que está sucediendo entre su esposa y su hermanastro lo califica de «juego de niños» tratando de acallar sus celos.
Escena 2. Los sótanos del castillo
Golaud ha llevado a Pelléas debajo del castillo. En medio de la oscuridad y el olor a muerte, la linterna ilumina un pequeño espacio, y Golaud obliga a Pelléas a asomarse al precipicio, sosteniéndolo de la mano para evitar que se caiga.
Escena 3. Una terraza al salir de los sótanos.
Pelléas se siente aliviado al salir de un lugar tan tenebroso y disfruta del aire fresco del mar y la luz. Intenta no darse cuenta del mensaje dado por Golaud, y este se lo dice claramente: debe alejarse de Mélisande que está a punto de ser madre y necesita tranquilidad.
Escena 4. Ante el castillo.
Golaud y su hijo Yniold están debajo de la ventana de Mélisande. Golaud quiere que su hijo le cuente lo que sabe de la relación de su hermanastro con su mujer. El niño le cuenta lo que sabe desde un punto de vista infantil, y el padre lo levanta para que mire por la ventana, y le dice que ambos están en la habitación y que miran la luz.

### Acto IV
Escenas 1 y 2. Un pasillo del castillo
Pelléas cita a Mélisande en la fuente de los ciegos esa misma noche, ya que se va y quiere despedirse. Cuando se aleja del pasillo, aparece Arkel y comienza a conversar con Mélisande. Aparece Golaud y en un arranque de celos toma a Mélisande del cabello y la maltrata delante de su abuelo.
Escena 3. Una fuente en el parque
Mientras Yniold busca una pelota aparece un rebaño de corderos. Le pregunta al pastor por qué no hablan (sic) y este le responde que es porque no regresan al redil. Entra Pelléas y se encuentra con Mélisande, y ambos declaran su amor y se besan, pero aparece Golaud y con su espada mata a Pelléas y hiere a Mélisande.

### Acto V
Escena única. Una habitación del castillo.
Mélisande yace en su lecho de muerte, junto a la cuna de su hija recién nacida. Golaud, Arkel y el médico la observan, y cuando despierta Golaud les pide que los dejen solos. Golaud la interroga acerca de su relación con Pelléas, pero ella le asegura que no son culpables de nada. Vuelven Arkel y el médico y entran los sirvientes. Mélisande ha muerto y Arkel ordena que se lleven a la niña de la habitación.

## Análisis de la obra

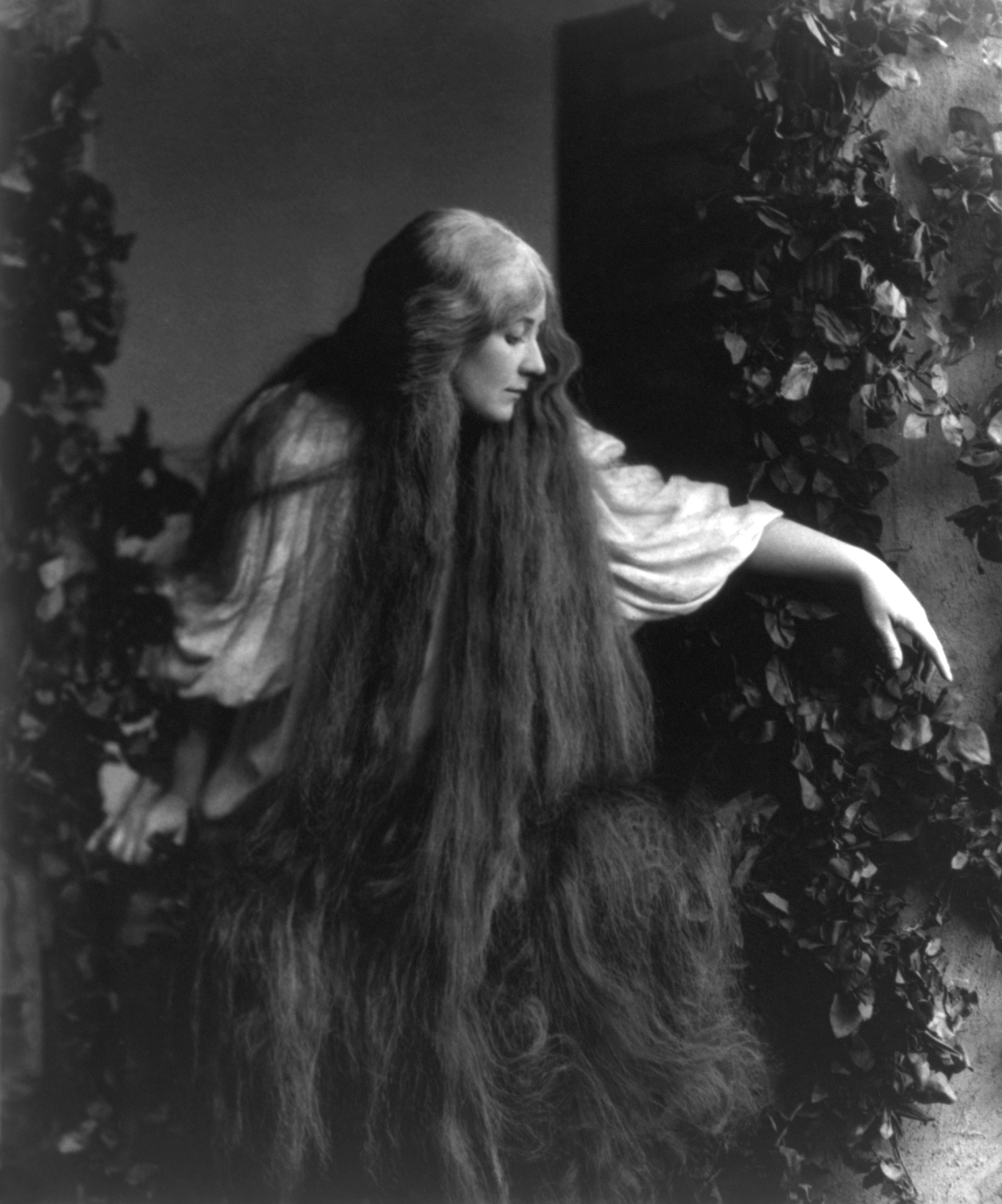
Mary Garden como Mélisande.

Pelléas et Mélisande es una obra encuadrada dentro del simbolismo, un movimiento que surge en Francia a fines del siglo XIX y cuyos principales exponentes son, en literatura, Maurice Maeterlinck, Charles Baudelaire, Stéphane Mallarmé, Arthur Rimbaud y Paul Verlaine; en poesía, y en pintura, Odilon Redon, Gustave Moreau, y Pierre Puvis de Chavannes.
El simbolismo se opone al realismo en todas sus formas, y busca expresar aspectos de la realidad que no son evidentes. En lugar de representar los aspectos superficiales de la experiencia humana, se concentra en las impresiones que transmiten estas experiencias y las emociones subliminales que liberan.
De acuerdo con los postulados de este movimiento, esta obra evita en todo momento la grandilocuencia y en su lugar se crea una atmósfera íntima, de duda, anhelo y misterio.
En lugar de centrarse en los acontecimientos más importantes de la historia, se despliegan situaciones cotidianas aparentemente intrascendentes, que a través de su alto contenido simbólico revelan la realidad subyacente de la trama.
Abundan las correspondencias simbólicas. Por ejemplo, Mélisande pierde su anillo en la fuente a la misma hora que Golaud cae del caballo, como un presagio de la tragedia que se avecina. Al final de esta escena, cuando Mélisande le pregunta a Pelléas qué decirle a Golaud respecto del anillo, Pelléas sólo responde «la verdad, la verdad». Son las últimas palabras de la escena, que dejan resonando la idea que debiera decirle la verdad y que esta verdad se refiere a una realidad más profunda, que es el amor naciente entre ambos. Significativamente, en la última escena de la ópera, Golaud le reclama a Mélisande en su lecho de muerte que le diga «la verdad». Otra referencia simbólica se presenta en el cuarto acto, cuando Yiold ve pasar las ovejas, y el pastor le dice que no van al redil. Lo que se sugiere es que las ovejas van al matadero. Todo esto acontece mientras anochece, y preanuncia el destino al que inexorablemente se acercan Mélisande y Pelléas.
A lo largo del texto hay reiteradas alusiones a la luz y la sombra, elementos cargados de un fuerte significado simbólico.
Respecto de la estructura dramática, Debussy toma distancia de la herencia wagneriana. Debussy consideraba que una obra no debería estructurarse en pocos actos extensos y artificiales sino más bien en episodios cortos y fluidos, y esta es la característica de esta obra. Las escenas se suceden sin continuidad temporal, constituyendo un discurso fragmentado más afín a la lógica del sueño que a la realidad.

## Música
La obra se caracteriza por un estilo de declamación lírica en el que se valoriza el texto, y se busca su máxima comprensibilidad. Por eso, salvo algunos momentos del dúo de amor del IV acto, no hay superposiciones en las voces. La orquesta no es estridente, y permite en todo momento a los cantantes desplegar claramente el texto. Debussy logra crear a través de la música la atmósfera de intimidad y sugestión que requiere la leyenda.
Debussy pensaba que la música comienza cuando la palabra pierde poder y capacidad de expresión. Por eso, los personajes declaman el texto y es el acompañamiento musical el que subraya el contenido emocional de cada situación. Los leitmotiv aparecen siempre en el acompañamiento orquestal y nunca en el canto. Abundan los temas basados en la escala de tonos enteros, y en la escala pentatónica.
La luz y la sombra están delineadas musicalmente a través de sendas tonalidades, fa sostenido y do respectivamente.
Uno de los motivos principales es el tema de Golaud. Formado solamente por dos notas (re-mi) aparece frecuentemente con distintas variaciones y en general en el registro grave de la orquesta, ya sea cuerdas o vientos, lo que le da un carácter sombrío. Su omnipresencia parece indicar que Golaud simboliza la fuerza que fatalmente se interpone entre los amantes y por eso tiene tanto peso en la música, aún más que los motivos de Pelléas y Mélisande.
Además de los instrumentos habituales de la orquesta, donde se destaca el uso sutil y refinado de los vientos que dan un color muy particular, Debussy utiliza el arpa, con su movimiento ondulante y la sugerencia de transparencias.

## Grabaciones
La más temprana grabación de Peleas y Melisande es una grabación en cilindro Edison de 1904 de Mary Garden cantando el pasaje «Mes longs cheveux», con Debussy acompañándola en el piano. La primera grabación completa de la ópera se hizo por la Grand Orchestre Symphonique du Grammophone con el director Piero Coppola en 1927. La grabación de 1942 dirigida por Roger Désormière, está considerada como una referencia por la mayor parte de los críticos. La siguiente selección de la discografía está realizada incluyendo las mencionadas en La discoteca ideal de la ópera, La discoteca ideal de música clásica y The New Penguin Guide to Compact Discs and Cassettes.
| Año  | Elenco (Pelléas, Mélisande, Golaud, Arkel, Yniold, Geneviève)                                            | Director, Teatro de ópera y orquesta                                                          | Sello discográfico |
| ---- | --- | --------------------------------------------------------------------------------------------- | --- |
| 1942 | Jacques Jansen, Irène Joachim, Henry Etchéverry, Paul Cabanel, Leila Ben Sedira, Germaine Cernay         | Roger Désormière, Orquesta de la Sociedad de Conciertos del Conservatorio de París            | Audio CD: EMI, Cat: 761 038-2 Audio CD: Arkadia, Cat: 78018 Audio CD: Grammofono, Cat: 2000 78727 (Grabación de estudio) |
| 1970 | George Shirley, Elisabeth Söderström, Donald McIntyre, David Ward, Anthony Britten, Yvonne Minton        | Pierre Boulez, Coro y orquesta de la Royal Opera House                                        | Audio CD: CBS Cat: 77324 Audio CD: Sony Cat: 47265                                                                       |
| 1978 | Richard Stilwell, Frederica von Stade, José van Dam, Ruggero Raimondi, Christine Barbaux, Nadine Denize  | Herbert von Karajan, Coro de la Ópera Alemana de Berlín, Filarmónica de Berlín                | Audio CD: EMI Cat: 749 350-2 (Grabación de estudio)                                                                      |
| 1990 | Didier Henry, Colette Alliot-Lugaz, Gilles Cachemaille, Pierre Thau, Françoise Golfier, Claudine Carlson | Charles Dutoit, Coro y Orquesta Sinfónica de Montreal                                         | Audio CD: Decca Cat: 430 502-2 (Grabación de estudio)                                                                    |
| 1991 | François Le Roux, Maria Ewing, José van Dam, Jean-Philippe Courtis, Patricia Pace, Christa Ludwig        | Claudio Abbado, Ópera Estatal de Viena Filarmónica de Viena Coro de la Ópera Estatal de Viena | Audio CD: Deutsche Grammophon Cat: 435 344-2 (Grabación de estudio)                                                      |

Nota: «Cat:» es la abreviatura por número de catálogo.